# Mamatola singularis
Mamatola singularis är en insektsart som beskrevs av William Lucas Distant 1899. Mamatola singularis ingår i släktet Mamatola och familjen lyktstritar. Inga underarter finns listade i Catalogue of Life.